# Andy Jassy
Andy Jassy (Scarsdale, 13 januari 1968) is een Amerikaans zakenman; hij is de bestuursvoorzitter (CEO) van Amazon. Op 5 juli 2021 volgde hij Jeff Bezos op als nieuwe CEO van het bedrijf.

## Carrière
Jassy kwam in 1997 in dienst bij Amazon waar hij aanvankelijk werkte als marketingmanager. In 2003 kwam hij samen met Jeff Bezos op het idee om het cloudcomputingplatform te creëren dat bekend zou worden als Amazon Web Services (AWS), dat in 2006 werd gelanceerd. In april 2016 werd Jassy gepromoveerd van senior vicepresident tot CEO van AWS.
Op 2 februari 2021 werd aangekondigd dat Jassy de opvolger van Jeff Bezos als CEO van Amazon zou gaan worden, waarbij Bezos overgaat naar uitvoerend voorzitter. Dit werd van kracht op 5 juli 2021.